# ألفونسو ألونسو
ألفونسو ألونسو (بالإسبانية: Alfonso Alonso)‏ هو محامي وسياسي إسباني، ولد في 14 أبريل 1967 في فيتوريا-غاستيز في إسبانيا. حزبياً، نشط في حزب الشعب.

## مناصب
- في الانتخابات العامة الإسبانية 2016 [الإنجليزية]‏، انتخب عضو مجلس النواب الإسباني  [لغات أخرى]‏ عن دائرة Álava (Congress of Deputies constituency) [الإنجليزية]‏ خلال فترته النيابية  [لغات أخرى]‏ (14 يوليو 2016 – 17 أكتوبر 2016).
- في الانتخابات العامة الإسبانية 2015 [الإنجليزية]‏، انتخب عضو مجلس النواب الإسباني  [لغات أخرى]‏ عن دائرة Álava (Congress of Deputies constituency) [الإنجليزية]‏ خلال فترته النيابية  [لغات أخرى]‏ (4 يناير 2016 – 19 يوليو 2016).
- في الانتخابات العمومية الإسبانية 2011 [الإنجليزية]‏، انتخب عضو مجلس النواب الإسباني  [لغات أخرى]‏ عن دائرة Álava (Congress of Deputies constituency) [الإنجليزية]‏ خلال فترته النيابية  [لغات أخرى]‏ (30 نوفمبر 2011 – 13 يناير 2016).
- في الانتخابات العمومية الإسبانية 2008 [الإنجليزية]‏، انتخب عضو مجلس النواب الإسباني  [لغات أخرى]‏ عن دائرة Álava (Congress of Deputies constituency) [الإنجليزية]‏ خلال فترته النيابية  [لغات أخرى]‏ (27 مارس 2008 – 13 ديسمبر 2011).
- في الانتخابات العمومية الإسبانية 2000 [الإنجليزية]‏، انتخب عضو مجلس النواب الإسباني  [لغات أخرى]‏ عن دائرة Álava (Congress of Deputies constituency) [الإنجليزية]‏ خلال فترته النيابية  [لغات أخرى]‏ ( – 4 يناير 2002).
- انتخب Minister of Health, Social Services and Equality ‏ (3 ديسمبر 2014 – 16 أغسطس 2016).
- انتخب عضو البرلمان الباسكي ‏ عن دائرة Álava (Congress of Deputies constituency) [الإنجليزية]‏ (19 أكتوبر 2016 – ).
- انتخب mayor of Vitoria-Gasteiz ‏ (4 يوليو 1999 – 14 يونيو 2007).